# Kirchenbezirk Niedersachsen-Süd
| Selbständige Evangelisch-Lutherische Kirche Kirchenbezirk Niedersachsen-Süd | Selbständige Evangelisch-Lutherische Kirche Kirchenbezirk Niedersachsen-Süd |
| --------------------------------------------------------------------------- | --------------------------------------------------------------------------- |
|                                                                             |                                                                             |
| Basisdaten                                                                  |                                                                             |
| Leitender Geistlicher:                                                      | Superintendent Gottfried Heyn                                               |
| Kirche:                                                                     | Selbständige Evangelisch-Lutherische Kirche                                 |
| Kirchenregion:                                                              | Nord                                                                        |
| Gemeinden:                                                                  | 32 in 16 Pfarrbezirken                                                      |
| Anschrift:                                                                  | Große Barlinge 35 30171 Hannover                                            |
| Internetauftritt:                                                           | Linksammlung zu Kirchengemeinden                                            |

Der Kirchenbezirk Niedersachsen Süd ist ein Kirchenbezirk der Selbständigen Evangelisch-Lutherischen Kirche (SELK) und Körperschaft des öffentlichen Rechts.

## Struktur
Dem Kirchenbezirk steht als leitender Geistlicher ein Superintendent vor, der mit dem Kirchenbezirksbeirat die Leitung innehat. Weitere Organe sind die Kirchenbezirkssynode, die jährlich tagt. Synodale stellt eine Kirchengemeinde mit jeweils einem Laienvertreter und dem Gemeindepfarrer. Neben der Synode ist der Bezirkspfarrkonvent, dem alle Pfarrer im aktiven Dienst mit Sitz und Stimme angehören, Organ des Kirchenbezirks. Der Kirchenbezirk Niedersachsen Süd erstreckt sich über zahlreiche Landkreise in Niedersachsen. Dieser Kirchenbezirk gehört zur Kirchenregion Nord der SELK.

## Lutherische Kirchengemeinden
- Pfarrbezirk Arpke-Seershausen
  - Evangelisch-Lutherische Apostelgemeinde Arpke
  - Evangelisch-Lutherische Stephanusgemeinde Seershausen

- Pfarrbezirk Bielefeld – Gütersloh – Lippstadt
  - Evangelisch-Lutherische Trinitatiskirche Bielefeld
  - mit Gottesdienstorten in Gütersloh und Lippstadt

- Pfarrbezirk Braunschweig – Goslar
  - Evangelisch-Lutherische Paul-Gerhardt-Gemeinde Braunschweig
  - Evangelisch-Lutherische St. Johannes-Kapelle im Großen Hl. Kreuz Goslar

- Pfarrbezirk Celle – Lachendorf
  - Evangelisch-Lutherische Gemeinde Celle
  - Evangelisch-Lutherische Christusgemeinde Lachendorf

- Pfarrbezirk Göttingen – Volkmarshausen
  - Evangelisch-Lutherische Martin-Luther-Kirche Göttingen
  - Evangelisch-Lutherische Christusgemeinde Volkmarshausen bei Hann. Münden

- Pfarrbezirk Groß Oesingen
  - Evangelisch-Lutherische Immanuelsgemeinde Groß Oesingen

- Pfarrbezirk Hannover Bethlehem – Hildesheim
  - Evangelisch-Lutherische Bethlehemsgemeinde Hannover
  - Evangelisch-Lutherische Zachäusgemeinde Hildesheim

- Pfarrbezirk Hannover Petri – Alfeld
  - Evangelisch-Lutherische St. Petrigemeinde Hannover
  - Evangelisch-Lutherische Gemeinde Alfeld

- Pfarrbezirk Lage – Blomberg
  - Evangelisch-Lutherische Christusgemeinde Lage
  - Evangelisch-Lutherische Eben-Ezer-Kirche Blomberg

- Pfarrbezirk Rabber – Blasheim
  - Evangelisch-Lutherische Dreieinigkeitsgemeinde Rabber
  - Evangelisch-Lutherische Petrusgemeinde Blasheim

- Pfarrbezirk Rodenberg – Hameln
  - Evangelisch-Lutherische Kirche Rodenberg
  - Evangelisch-Lutherische Gemeinde Hameln

- Pfarrbezirk Schwenningdorf – Rotenhagen
  - Evangelisch-Lutherische Johannesgemeinde Schwenningdorf
  - Evangelisch-Lutherische Bethlehemsgemeinde Rotenhagen

- Pfarrbezirk Stadthagen – Minden
  - Evangelisch-Lutherische Kreuzgemeinde Stadthagen
  - Evangelisch-Lutherische Immanuelsgemeinde Minden

- Pfarrbezirk Talle – Veltheim
  - Evangelisch-Lutherische Gemeinde St. Michaelis Talle
  - Evangelisch-Lutherische St. Petrigemeinde Veltheim

- Pfarrbezirk Wittingen
  - Evangelisch-Lutherische St. Stephansgemeinde Wittingen

- Pfarrbezirk Wolfsburg – Gifhorn
  - Evangelisch-Lutherische St. Michaelsgemeinde Wolfsburg/Westhagen
  - Evangelisch-Lutherische Philippusgemeinde Gifhorn

Gaststatus:
- Evangelisch-Lutherische Concordia Gemeinde Celle.

Diese Gemeinde gehört weder zum Kirchenbezirk Niedersachsen Süd noch zur SELK. Sie ist eine freie evangelisch-lutherische Gemeinde, die jedoch i. d. R. ihre Pfarrer aus dem Lehrstand (Ministerium) der SELK bezieht. Der Pfarrer dieser Gemeinde ist Gastmitglied im Pfarrkonvent des Kirchenbezirks. Die Aufsicht (Visitation) übt der Superintendent des Kirchenbezirks Niedersachsen Süd aus. Hierüber gibt es vertragliche Regelungen.

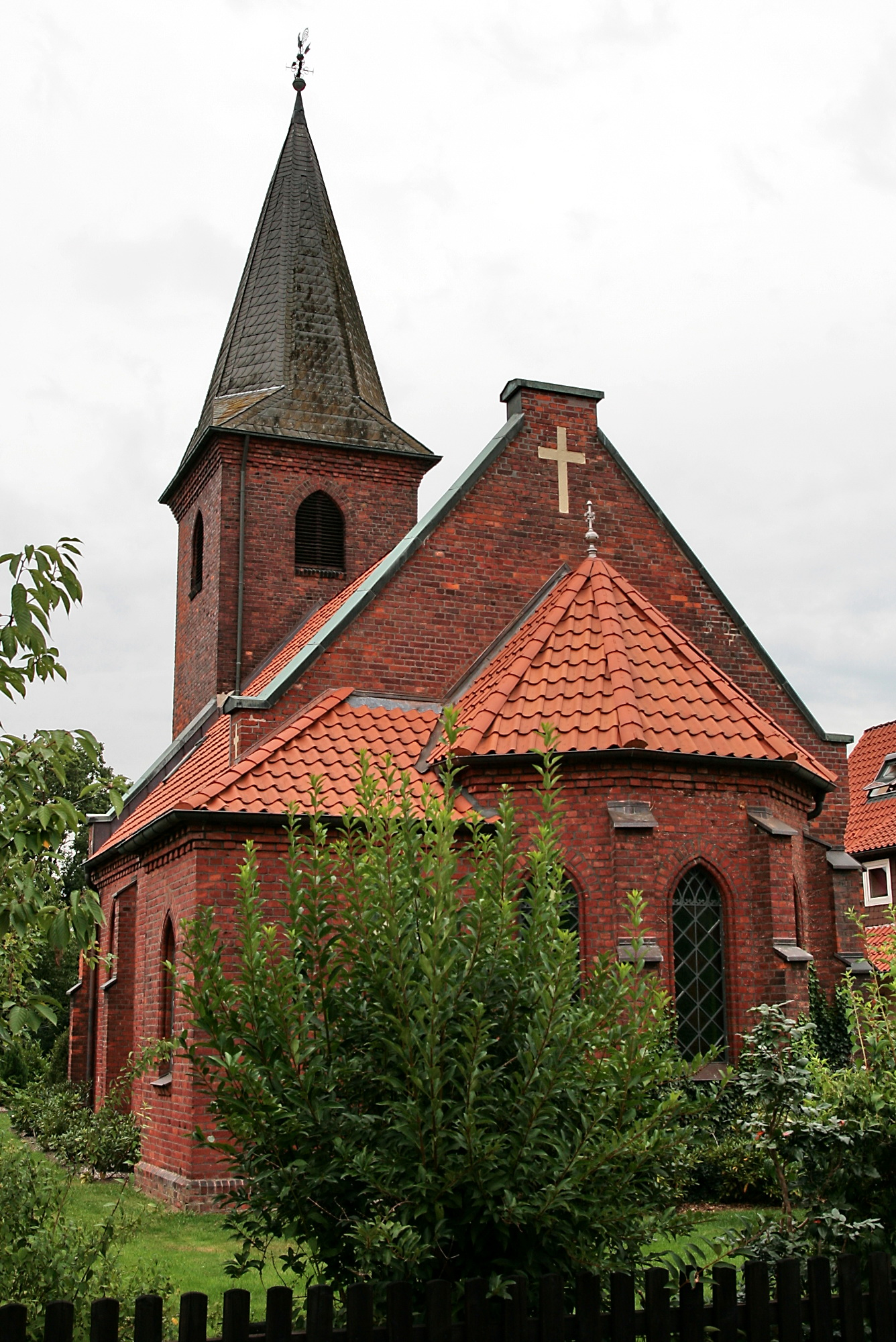
Lutherische Christuskirche, Lachendorf
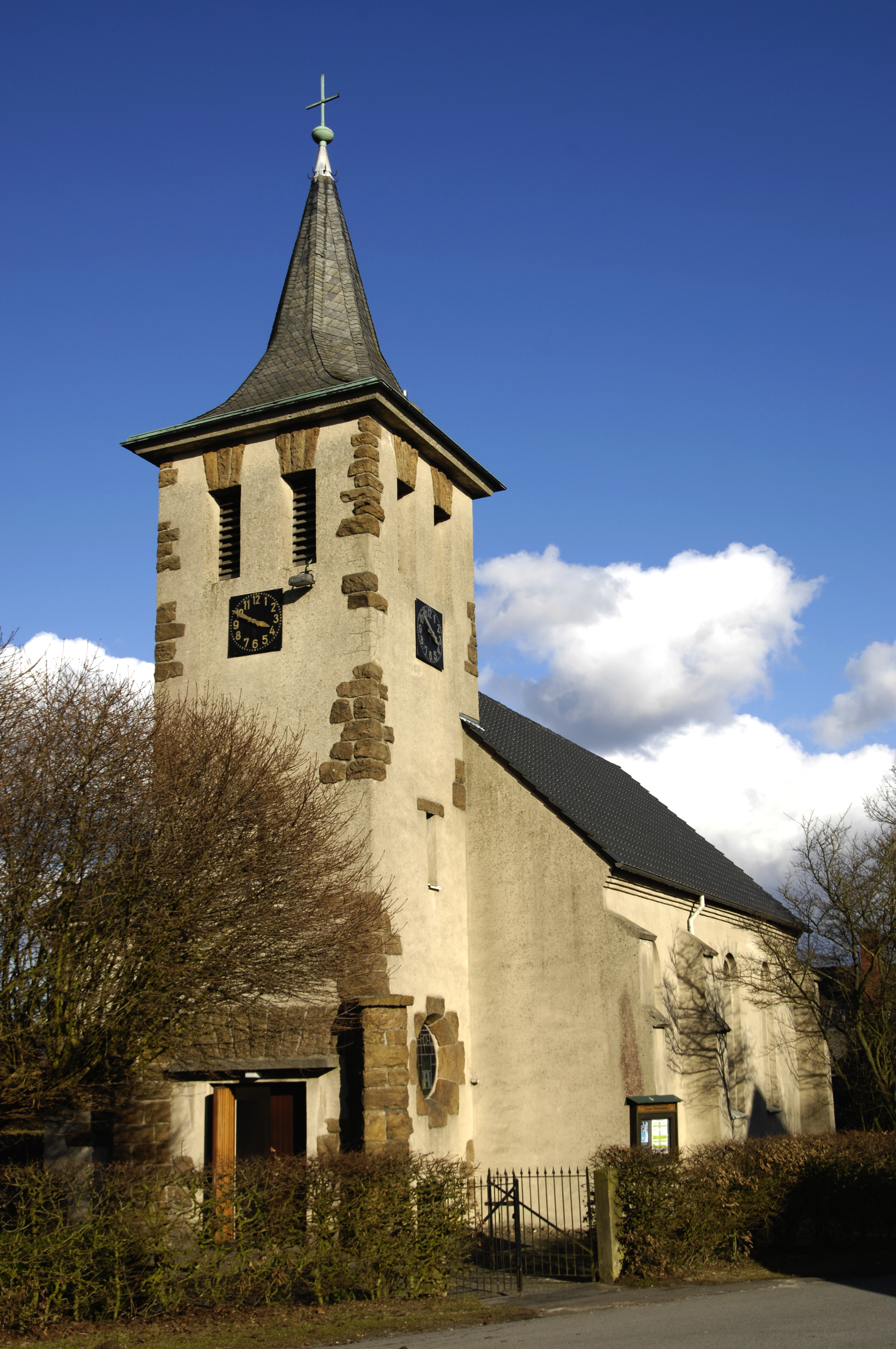
Lutherische Johanneskirche, Schwenningdorf
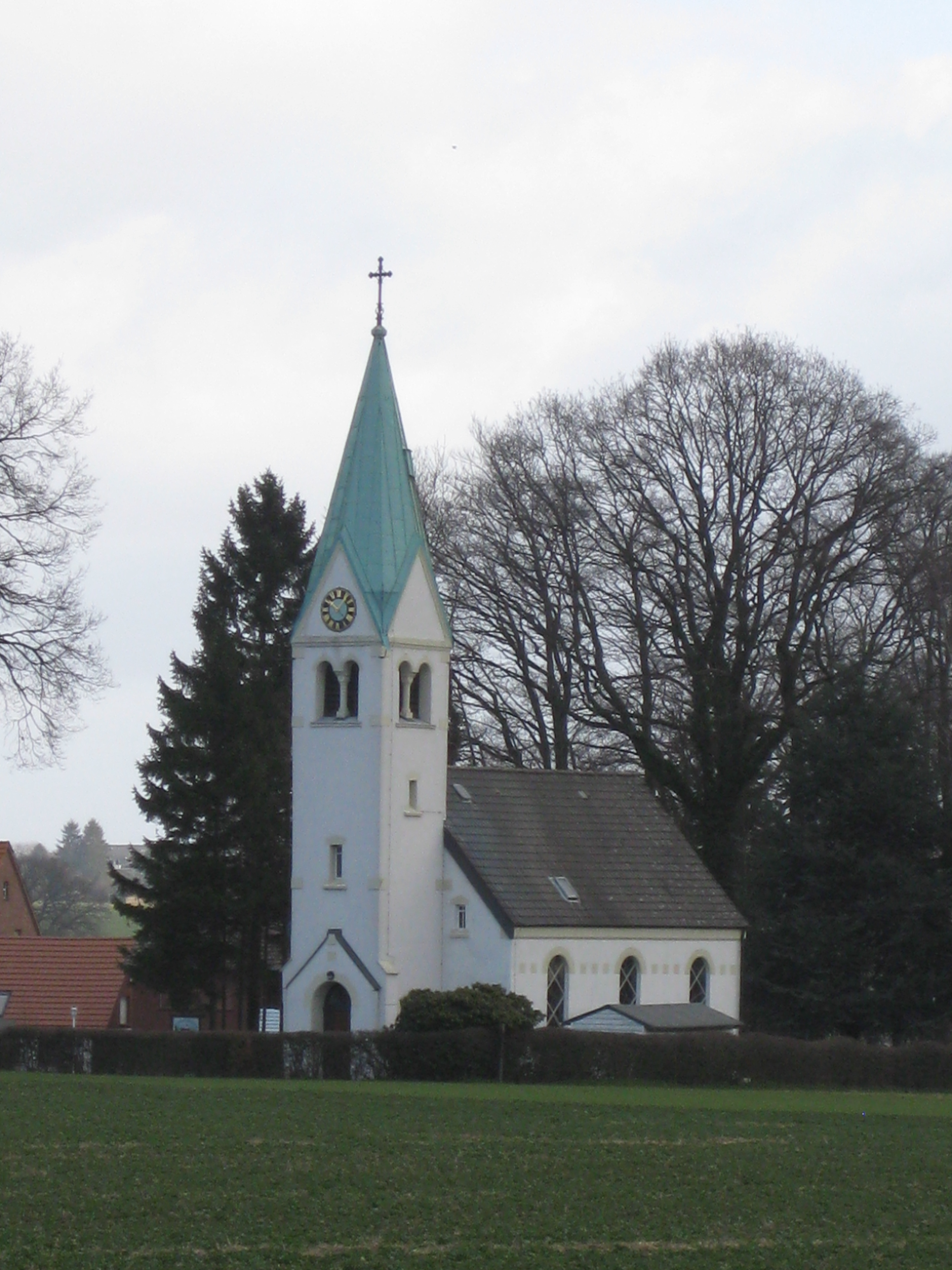
Lutherische Bethlehemkirche, Rotenhagen-Werther
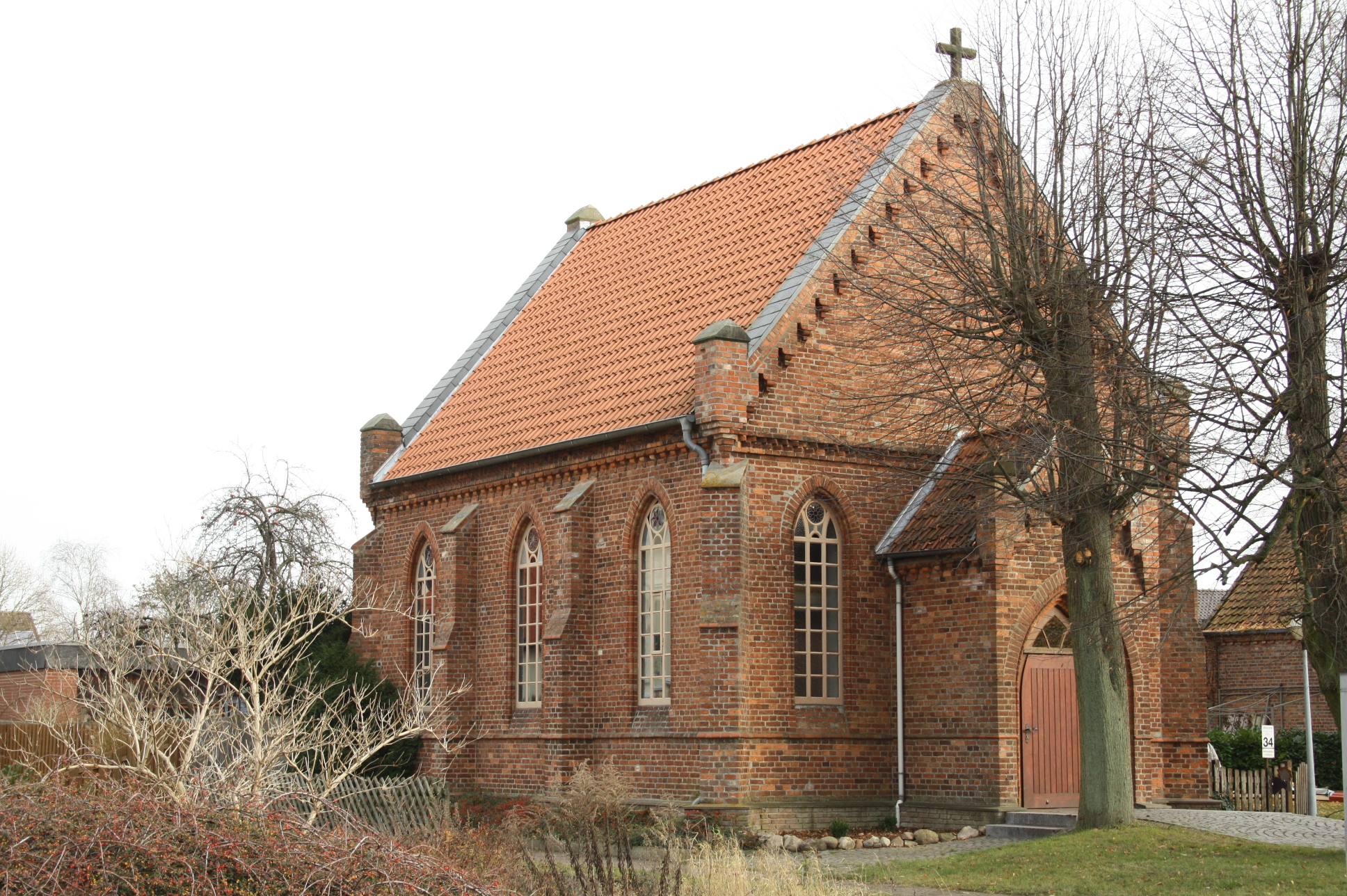
Lutherische Apostelkirche, Arpke
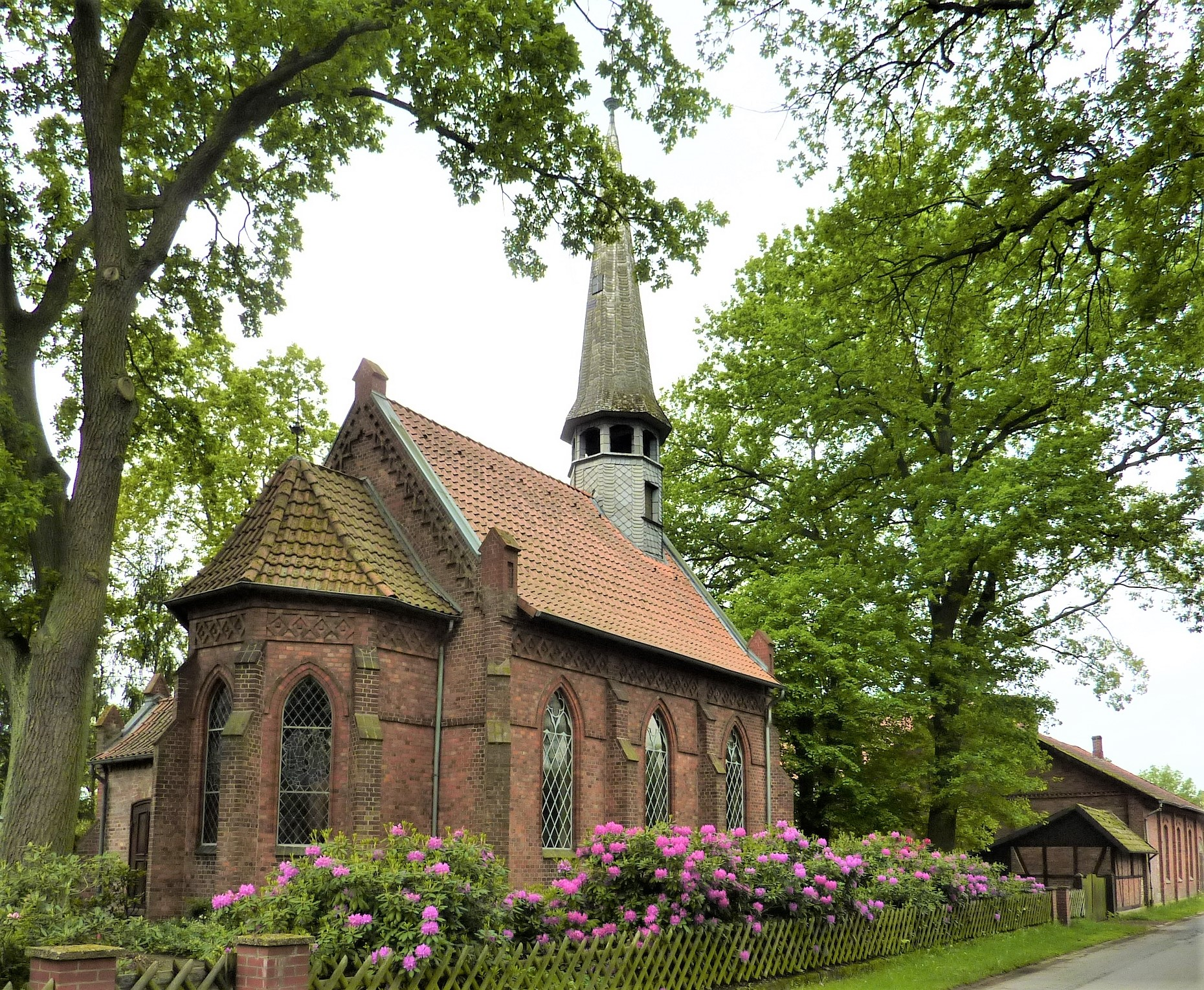
Lutherische Stephanuskirche, Seershausen
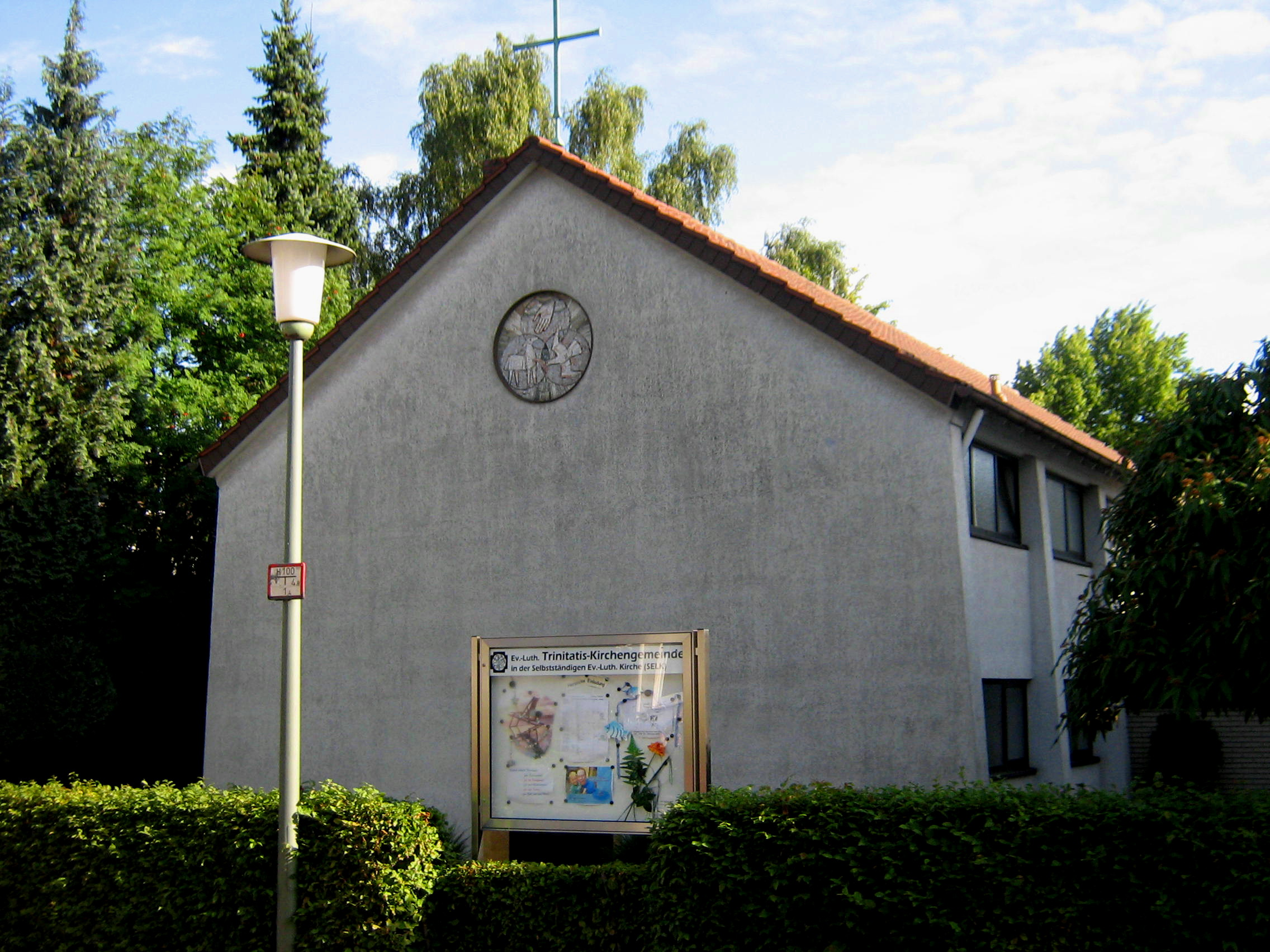
Lutherische Trinitatiskirche, Bielefeld
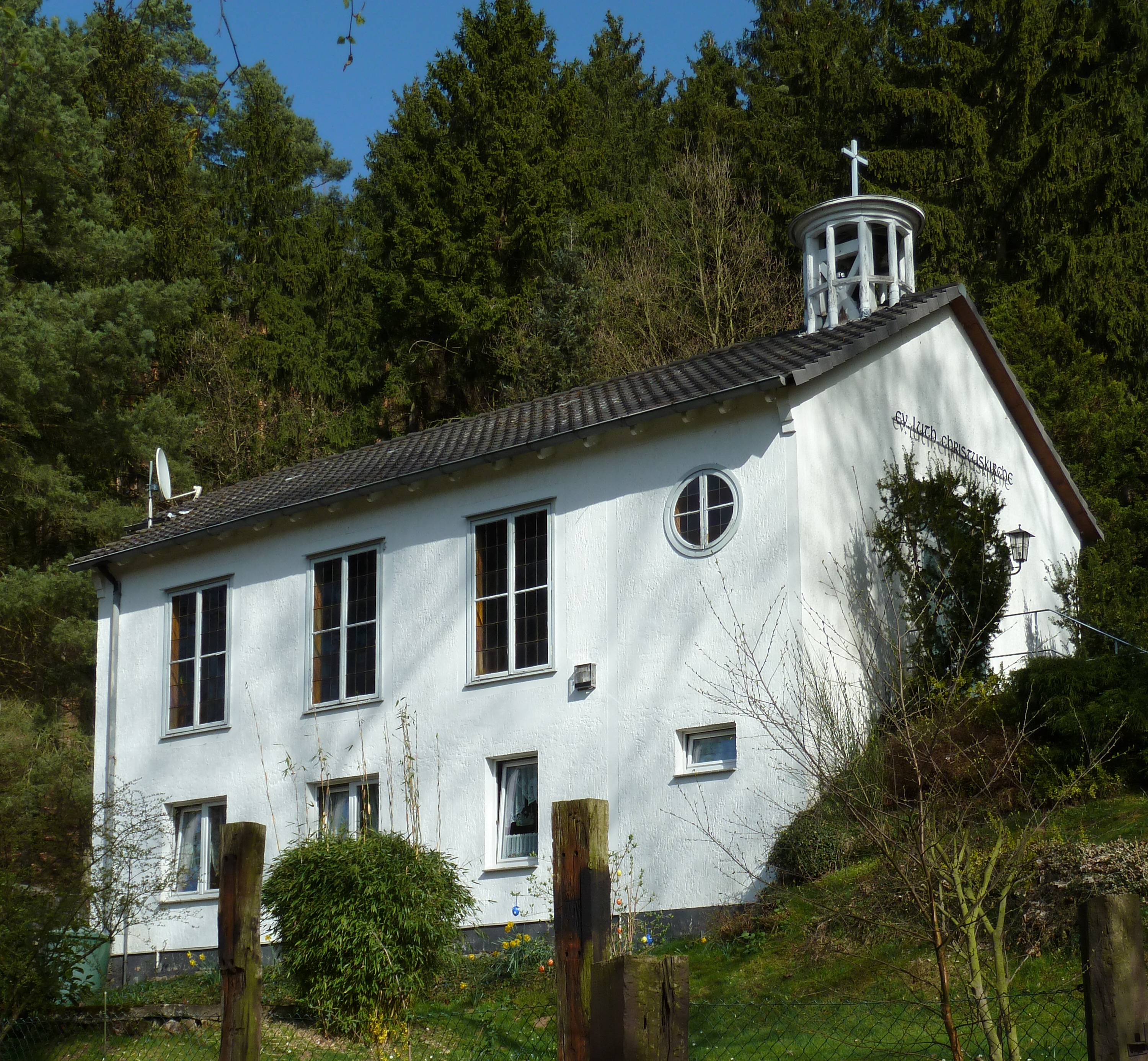
Lutherische Christuskirche, Volkmarshausen
Lutherische Bethlehemskirche, Hannover
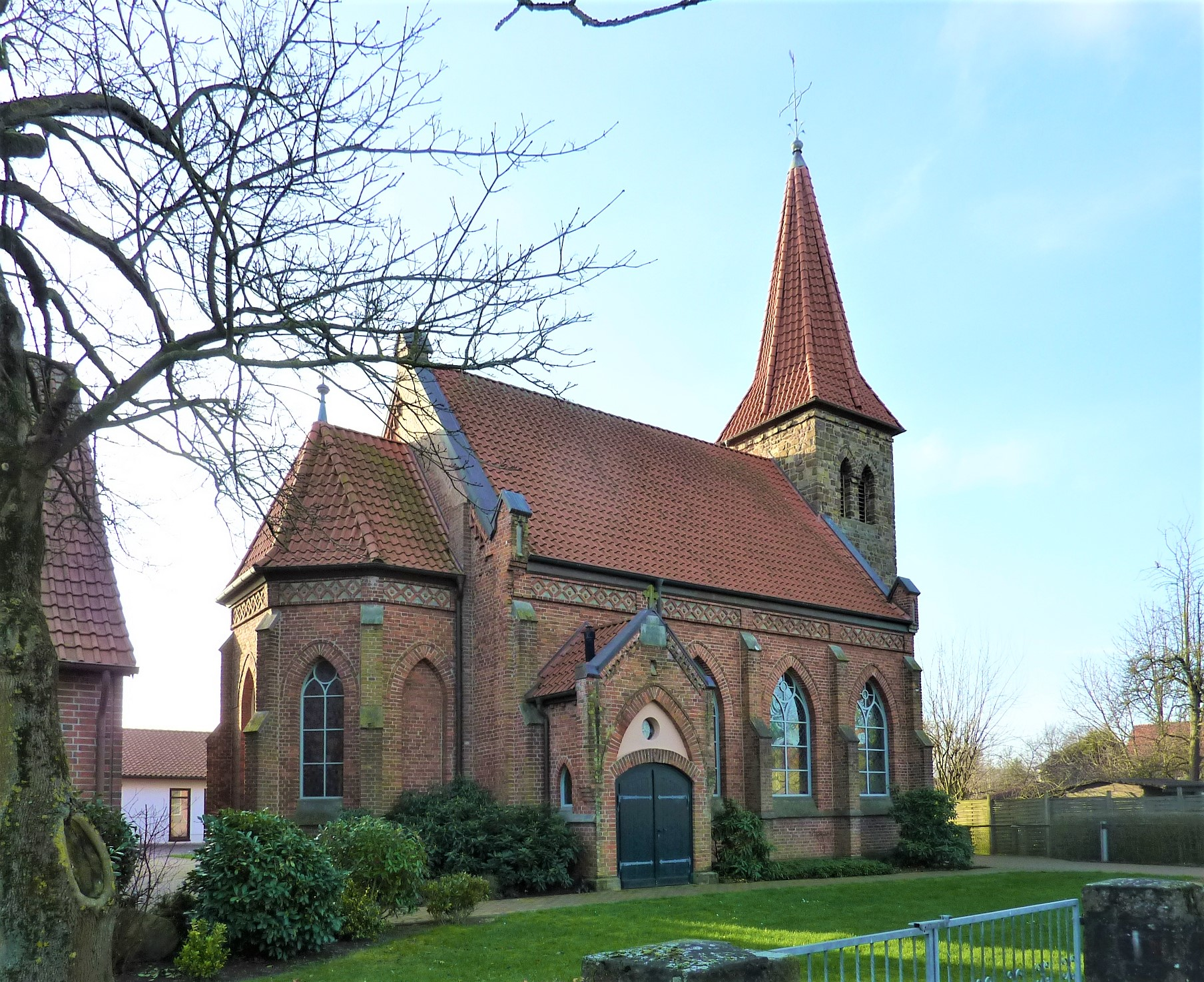
Lutherische Dreieinigkeitskirche, Bad Essen-Rabber
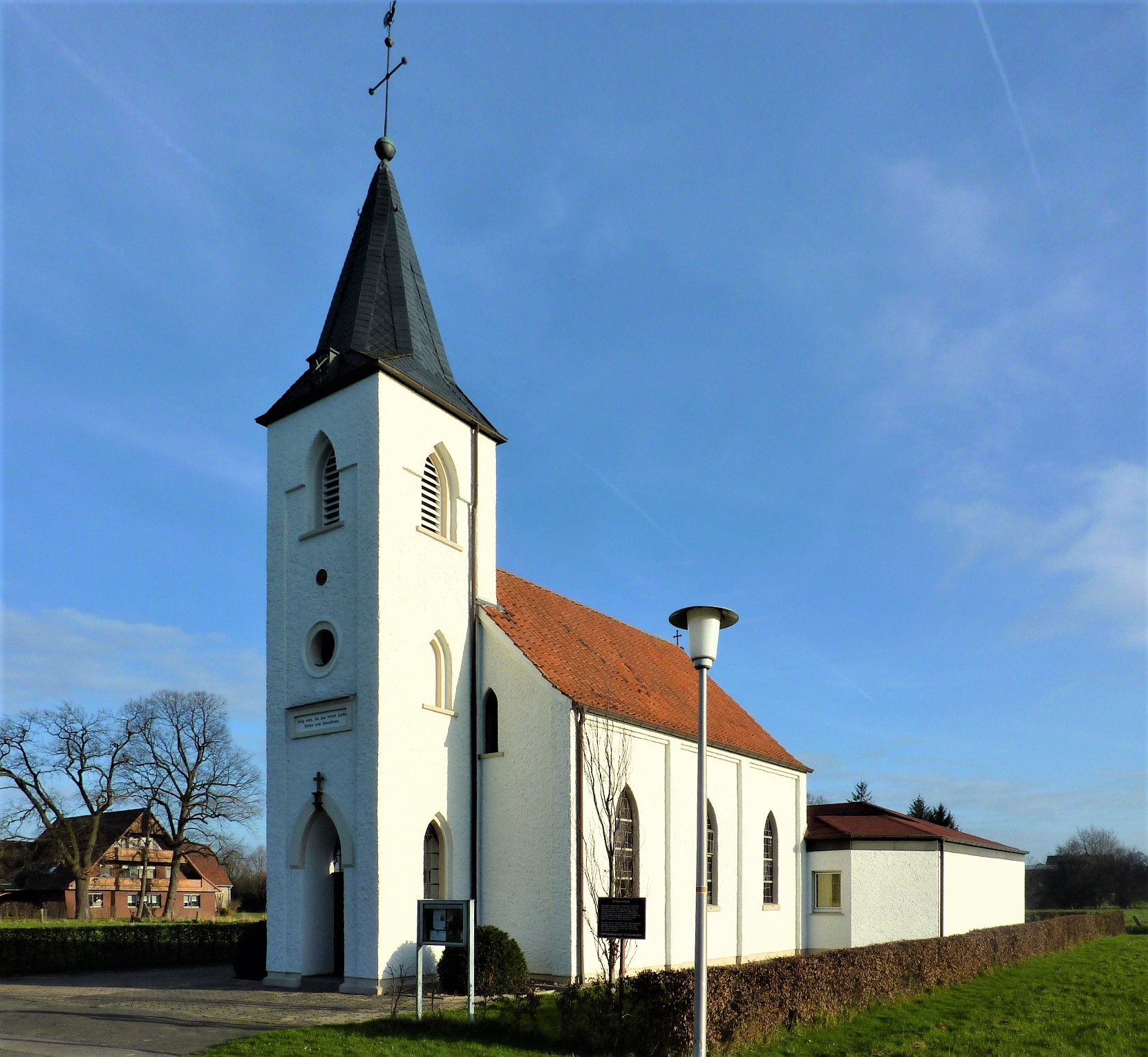
Lutherische Petruskirche, Blasheim
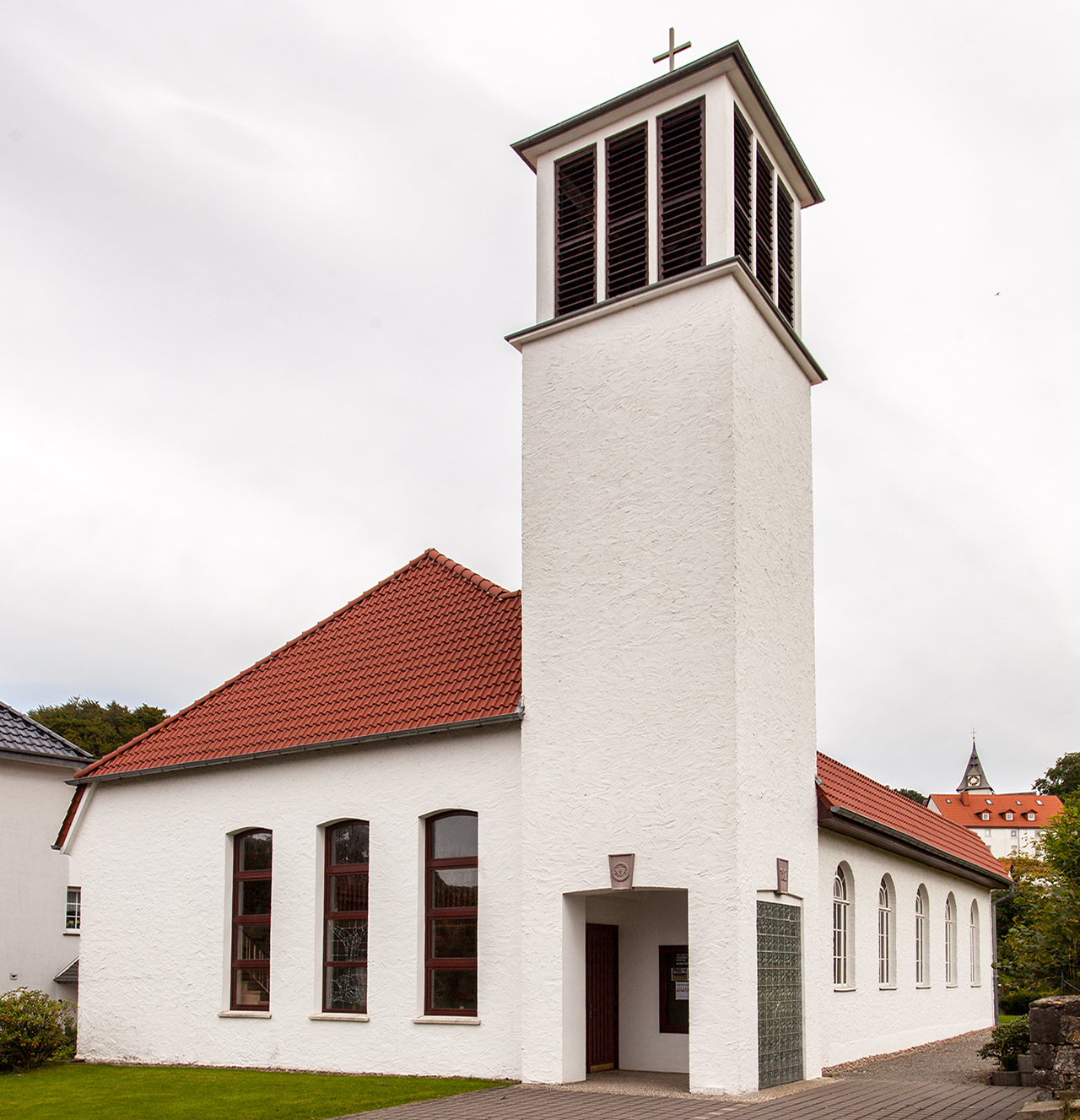
Lutherische St. Michaelis-Kirche, Talle
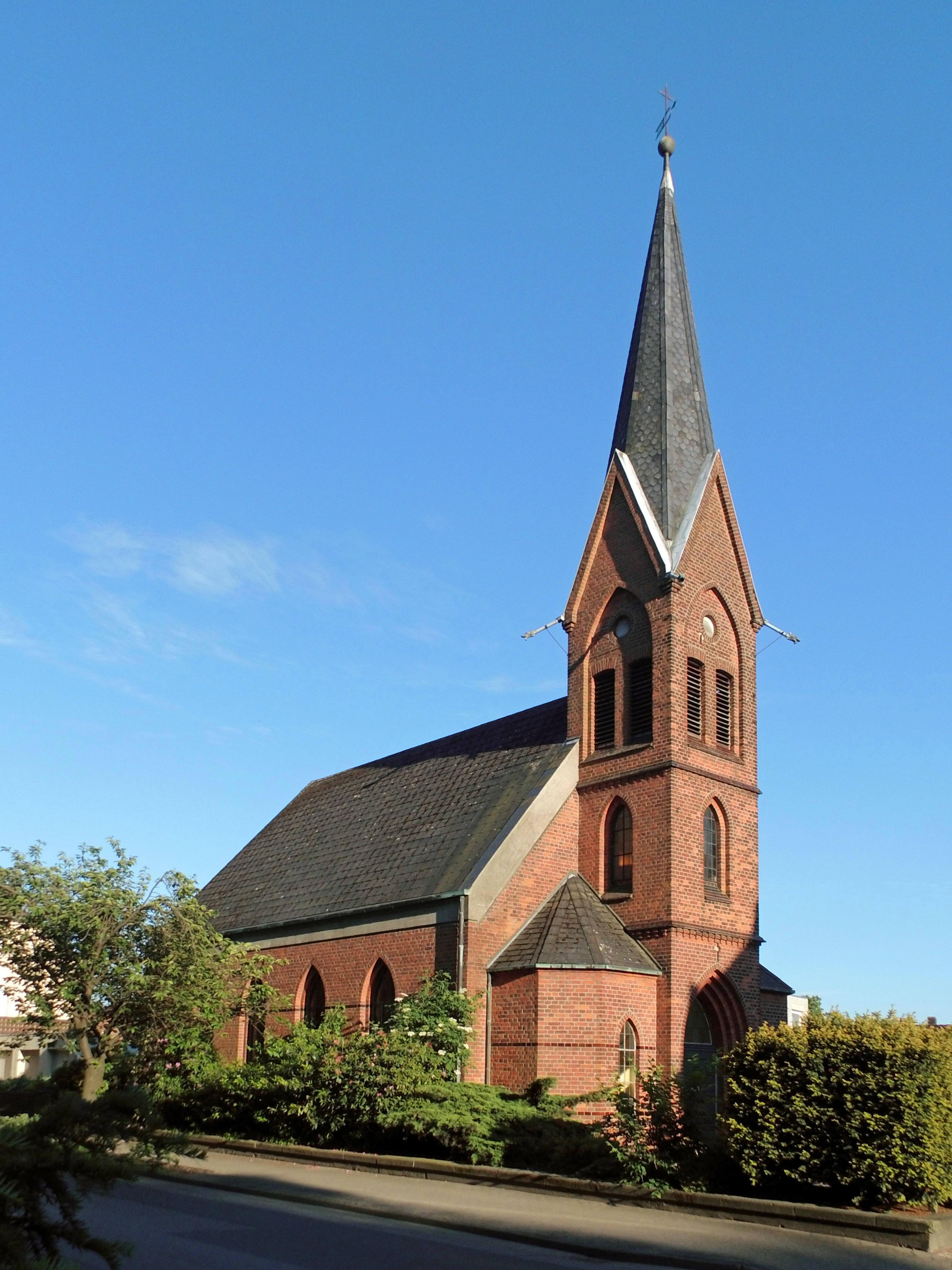
Lutherische Stephanskirche, Wittingen
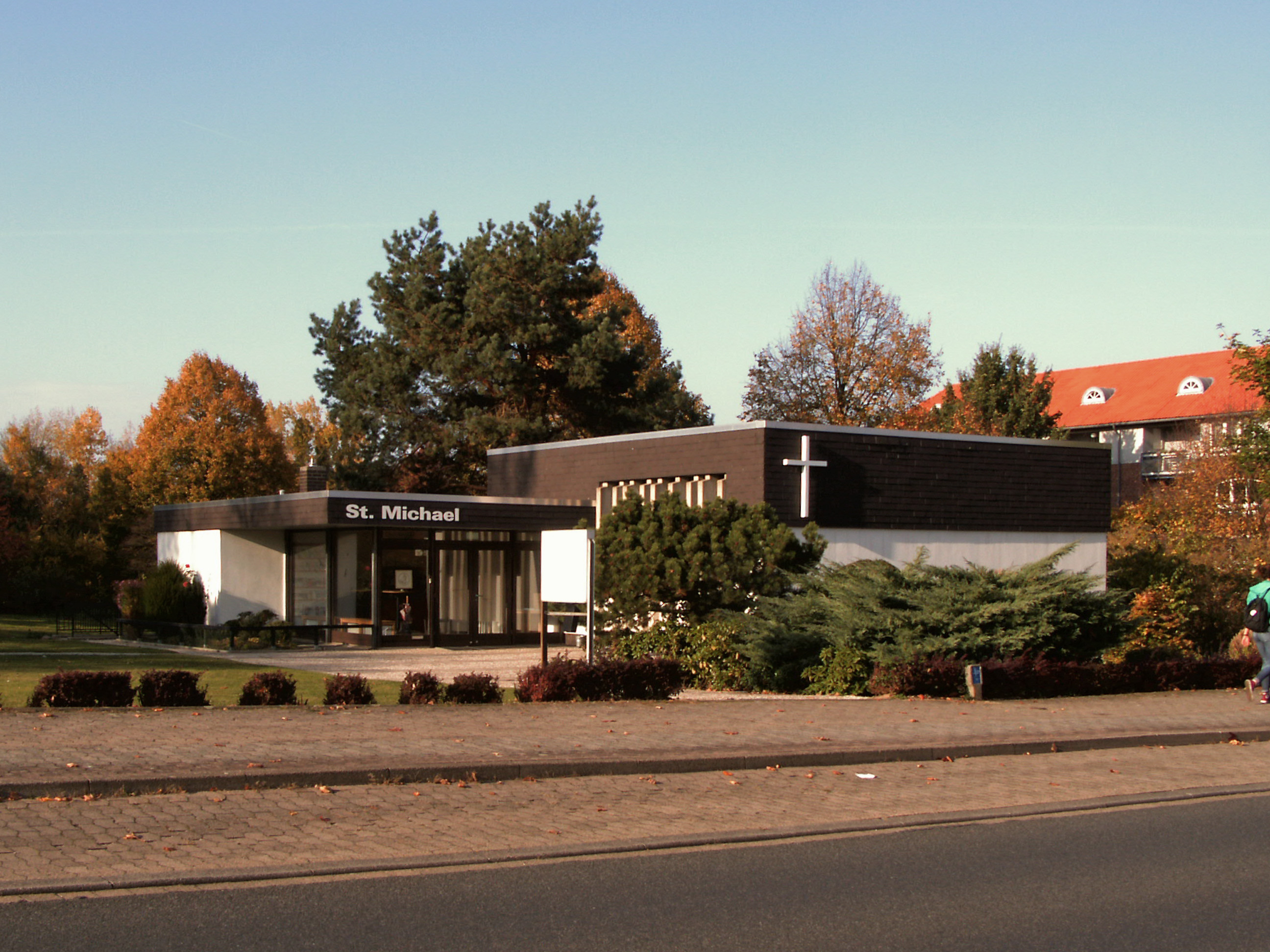
Lutherische St. Michaels-Kirche, Wolfsburg

## Superintendentur
Der derzeitige Superintendent des Kirchenbezirks Niedersachsen-Süd der SELK ist Superintendent Bernd Reitmayer. Die Superintendentur befindet sich in Rabber (Bad Essen).

## Kirchenbezirksbeirat
Der Kirchenbezirksbeirat besteht aus dem Superintendenten, zwei Pfarrern und drei Laien. Aktuell ist der Bezirksbeirat wie folgt besetzt:
- Superintendent Bernd Reitmayer
- Pfarrer Joachim Schlichting (stellv. Superintendent)
- Pfarrer Ullrich Volkmar
- Frau Müller
- Frau Rimpel
- Herr Wahlers